# Linie van Fontaine
De Linie van Fontaine is een onderdeel van de Staats-Spaanse Linies en ligt in de tegenwoordige gemeente Knokke-Heist tegenover het huidige West-Zeeuws-Vlaanderen dat eveneens ruim voorzien was van versterkingen.

## Geschiedenis
Vanaf 1621, toen het Twaalfjarig Bestand was afgelopen, begonnen Staatse troepen vanuit Sluis de Zwinstreek weer onveilig te maken. Daarop bemanden de Spanjaarden de al eerder gebouwde forten Fort Sint-Donaas, Fort Sint-Frederik en Fort Sint-Job weer. Paul-Bernard de Fontaine, opperbevelhebber van de Spaanse infanterie, verbond deze forten met een linie, die hij versterkte door verschillende andere forten.
Langs deze linie werd ook een kanaal gegraven om de troepen te bevoorraden en aanvallen te stuiten. Dit was de Legervaart of Jesuïetenvaart, verder naar het westen ook Isabellavaart geheten. Deze nog bestaande waterwegen alsmede de buurtschap Legerbrug herinneren hier aan. In 1638 werd De Fontaine opgevolgd door Don Andreas de Cantelmo. Deze zou de linie verder versterken waarop men van de Linie van Cantelmo zou spreken.

## Traject
Ten eerste werden het Reigaertsvliet en het Oud Zwin (de latere Zwinnevaart) uitgebaggerd en recht getrokken. Dit gedeelte werd beschermd door het in 1622 gebouwde Fort Isabella (Grootfort). Van hieruit liep de Koolkerkse Vaart naar de buurtschap Pereboom, ten noorden van Damme. Zowel het Fort Sint-Isabella als Pereboom waren via een sas verbonden met het Zwin. Deze vliet werd beschermd door het Fort Sint-Theresia (Kleinfort).
Noordelijk hiervan lagen het Fort Sint-Donaas en het Sterrefort. In dit laatste was het hoofdkwartier van de Spaanse troepen gevestigd. Beide forten waren verbonden met het Fort Sint-Isabella door de Vuile Vaart. Parallel aan deze vaart lag een linie met kleine redoutes en vanaf 1633 nog een nieuwe gracht met aan de westzijde ervan een weg om troepen te verplaatsen, die voorzien was van een borstwering. De weg is nog steeds in het landschap herkenbaar. Het gebied achter al deze linies was ook al onder water gezet (het Lapscheurse Gat).
Het Fort Sint-Isabella was vanaf 1627 ook verbonden met het Fort Sint-Paulus, toen de linie werd doorgetrokken naar de kust via de nog bestaande Paulusvaart. Het Fort Sint-Paulus werd gebouwd op de schorren bij Het Zoute, bij de huidige buurtschap Oosthoek. Tussen beide forten kwam nog eens het Fort Sint-Bernardus.